# フォード・サンダーバードV8 (スモールブロック)
サンダーバードV8 (Thunderbird V-8) (サンダーバードヴイエイト) は、1953年から1964年にかけてフォード・モーターが中型乗用車および貨物自動車向けに製造していた小型V型8気筒エンジン (スモールブロック) である。貨物自動車向けは当初パワーキングV8 (Power King V-8) の名称が与えらるが、後に固有の名称は廃止された。特徴的なシリンダーブロックの形状からYブロックV8 (Y-block V-8) とも呼ばれる。
当記事にて解説する事物は、用途、メイク、階級などの差別により異なる名称が用いられているが、記事名には乗用車向けに最も長期間用いられた名称をもってこれに代表とした。同社で製造期間が重なる同名の中型V型8気筒エンジンは、当記事においては「ミディアムブロック」と表記する。
当記事において「フォード・モーター」と表記する場合は製造者を指し、「フォード」と表記する場合はフォード・モーター内におけるリンカーンマーキュリーと併存するディヴィジョン (部門)、またはリンカーン、マーキュリーなどと並立するメイクおよびそのメイクを冠する全ての自動車を指す。

## 概要

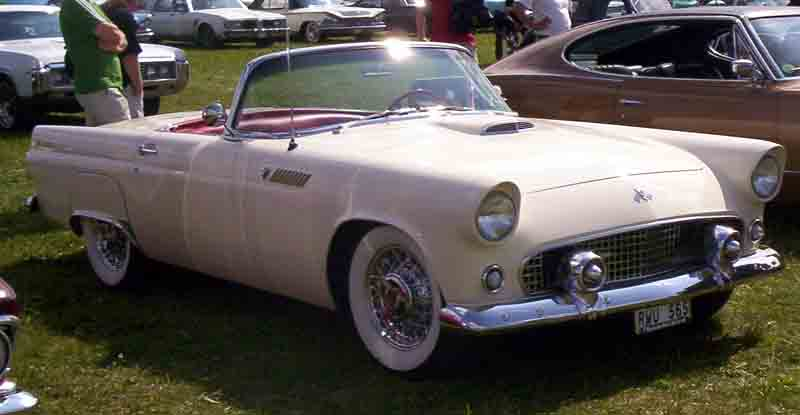
1955年型フォード・サンダーバード

長年フォード・モーターの主力機であったサイドバルブ式 (Lヘッド) のストラトスターV8 (Strato-star V-8) (以下、LヘッドV8) に替わるオーバーヘッドバルブ式の新世代エンジンとして1953年 (1954型式年度) に実用化された。製造期間中には総排気量で4リットル (L) 級から5 L超までの5型式を実用化し、リンカーンを除くフォード・モーター製の多くの自動車に採用された。名称の由来はフォード・サンダーバードに標準装備されたことによる。
前任のLヘッドV8と同じく鋳鉄ブロックのV型8気筒であるが、Yブロックと呼ばれるディープスカート式のシリンダーブロックとフルベアリング (後述) の採用により、後の高出力化に対応できた。また、新技術を多く投入した意欲的な設計であり、同業他社の同級エンジンに十分対抗しうる商品価値であった。しかし、従来通りの鋳造法で製造されたエンジン本体は重いため、軽量な新型エンジンの実用化に伴い順次代替されていき、最後まで製造されていた4.79 L型が1964年に製造終了した。
製造はオハイオ州ブルックパークのクリーブランド第2号エンジン工場 (Ford Cleveland Engine Plant No. 2, 2012年閉鎖) で行われた。

## 実用化までの経緯
第二次世界大戦が終結し軍需が落ち着いて3年目となる1948年、フォード・モーターはエンジンの生産設備を近代化して大幅な合理化を画策するが、新設備の償却年数を勘案すると、これを機に新型エンジンへ更新するのが得策と考えた。また、この時点で1930年代からフォードの主力機の一つであったV型8気筒のLヘッドV8は圧縮比を上げられないサイドバルブ式であり、近い将来、一般に入手可能となる高オクタン価ガソリンの利点を十分に生かせないのは確実であった。これら事情から、会社創立50周年の節目となる1953年の実用化を目標に、LヘッドV8に替わる新型エンジンとして開発が始まった。
開発にあたり、基本骨格となる気筒配置はV型8気筒とすることが容易に決定された。これはLヘッドV8により、全長が短く剛性が高いという車両設計上の利点と、全回転域に渡る滑らかさが世界的に広く十分に認識されていたことによる。この基本概念に加え、以下の目標が取りまとめられた。
- LヘッドV8と同等の寸度、重量、総排気量
- 将来的な圧縮比増加を見越した高い剛性
- 短いピストン行程を採用し、機械損失を低減し熱効率を向上
- オーバーヘッドバルブ式を採用し、圧縮比増加に対応
- 可能な限り構造的および機構的に単純化し、従来からのフォード流製造効率を達成 (フォーディズム)

これらを基に製造部門と連携しながらフォード向けの排気量239立方インチ (3.91 L) とマーキュリー向けの同256立方インチ (4.18 L) で開発が進められ、400機以上の実験機で延べ16万時間以上の台上試験と同250万マイル (400万キロメートル (km)) 以上の実車試験が行われた。こうして60万時間の設計工数を費やし、朝鮮戦争の影響によりニッケルが不足したため発表は1年度遅れたが、1953年12月にマーキュリーの標準装備として実用化され、翌年1月にフォードの全車種へ選択装備となった。

## 構造および機構
ガソリンを燃料とするオットーサイクル機関である。シリンダー冷却は加圧水を強制循環させ、ラジエーターで大気と熱交換する水冷式を採用している。
総排気量で最小3.91 Lから最大5.12 Lまで5種類が開発されており、当時の米国におけるV型8気筒としては小型であることからスモールブロックに分類される。開発された5種類は基本的に単一のシリンダーブロックである。
2組の直列4気筒が1本のクランクシャフトを共有し、各気筒列がそれぞれ外方へ45度ずつ傾いたV型8気筒配置である。メインベアリングは受金のホワイトメタルと裏金の鋼 (マイクロバビット) による滑りベアリングであり、気筒列前後と3か所の気筒間に全てに配置されている (フルベアリング)。エンジンバレーを挟んで対となるコネクティングロッドは、共有するクランクピンで前後に重ねて配置されているため、右4気筒と左4気筒はコネクティングロッド大端部の厚み量分だけ前後に千鳥配置となっている (左前、右後) 。全シリンダーはウォータージャケットとクランクケース (スカート) と共に鉄合金で一体鋳造されシリンダーブロックを形成している。2年先行して実用化されたリンカーンV8と同様に、エンジンを軸線方向から眺めた時、V字型のシリンダーと、その下に深く伸びるスカート (ディープスカート式) によりY字型を形成する「Yブロック」("Y-Block") である。この様式によりねじれ剛性に優れている。各シリンダーはウォータージャケット内で独立しているが、シリンダーデッキは最後列シリンダー (4番と8番) 付近の水路を除いて完全に閉塞されたドライデッキとなっている。ベルハウジングの締結部はクランク芯よりも3インチ (約7.6センチメートル (cm)) 下になる左右2か所の下部ボス間隔を広く取っており、クランクシャフトとインプットシャフトの軸線不一致の原因となり得るトランスミッションのたるみを抑制している。
シリンダーヘッドは鉄合金による鋳造である。吸気排気とも各1本のポペットバルブを上から下へ (オーバーヘッドバルブ式) 全て平行配置し、エンジンバレー側に傾倒させている。バルブの開閉制御はクランクシャフトからサイレントチェーンで駆動されるエンジンバレー底に配置されたカムシャフト、冷間圧造タペット、シリンダーに沿って上下動するプッシュロッド、ヘッド頂部で運動を反転させるロッカーアームで構成されている。「ダブルデッキインテークマニホールド」("Ford's Double-Deck Intake Manifold") (後述) を採用しているため、吸気ポート入口は横長の長方形として前後2気筒ずつを縦並びとしている。この特徴的な配置により、バルブ配列は前後2気筒の各吸気バルブが隣接する対称配列となる。ポート断面はプッシュロッドをう回して燃焼室へ向かうまでに円形となる。エンジンバレー側から吸気し、同方向へ排気するターンフロー式であるが、排気ポートはヘッド内を反転してエンジン外側の排気マニホールドへ向かう。バルブガイドはシリンダーヘッド一体式としており、これによりバルブステムの平均温度を華氏725度 (摂氏385度 (℃)) から華氏600度 (316℃)、バルブヘッドの最高温度を華氏1550度 (843℃) から華氏1330度 (721℃)  へ下げている。燃焼室はシリンダーヘッド側をくぼませたウェッジ (くさび) 型であり、エンジンバレー側 (くさびの鋭角方) 円弧に沿って弓型の広いスキッシュエリアを備えることで、混合気が燃焼室内を下から上へ反転する強い垂直渦流を生成させている。
クランクシャフトはクロスプレーン式であり、8個のカウンターウェイトを一体で精密鋳造されており、フルベアリングと高い剛性により、ねじり振動の振幅が小さくかつ、最も大きな四次振動が回転数域外となったためダンパーは備えていない。重量はLヘッドV8のものより16ポンド (約7キログラム (kg)) 軽い49ポンド (約22 kg) に仕上がっている。
燃料供給装置は2バレルまたは4バレルのダウンドラフト式キャブレターである。鋳鉄製の吸気マニホールドはクランク角が180度位相となる4気筒2組にそれぞれ独立したプレナム室とスロート (2ステージ式では1次と2次の両スロート) を与えている (デュアルプレーン式)。プレナム室からシリンダーヘッドへ向かう導管は、前後各2気筒ずつを上下に重ねたダブルデッキインテークマニホールドであり、これは限られた空間で最大の断面積を得ようとするものである。
この他、バルブを自由回転させる回転子が組込まれたバルブスプリングリテーナー、オートサーミック式のアルミニウム合金ピストン、全てピストンピンよりも上に配されたピストンリング (圧力リング2本、オイルリング1本)、全圧の潤滑システムとフルフローオイルフィルター、ブローバイガスを排除する換気システムなどが採用されている。

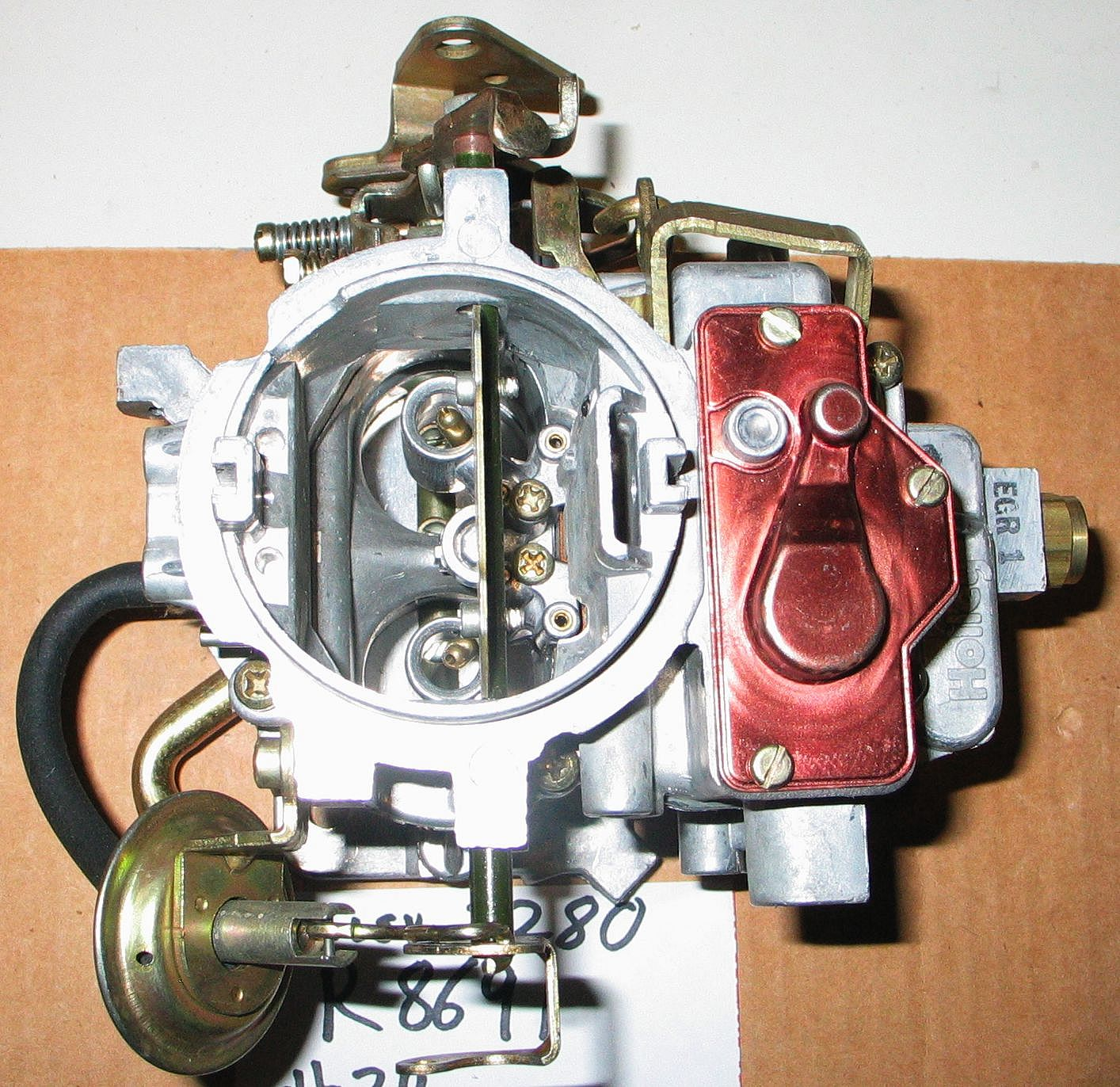
2バレルキャブレター
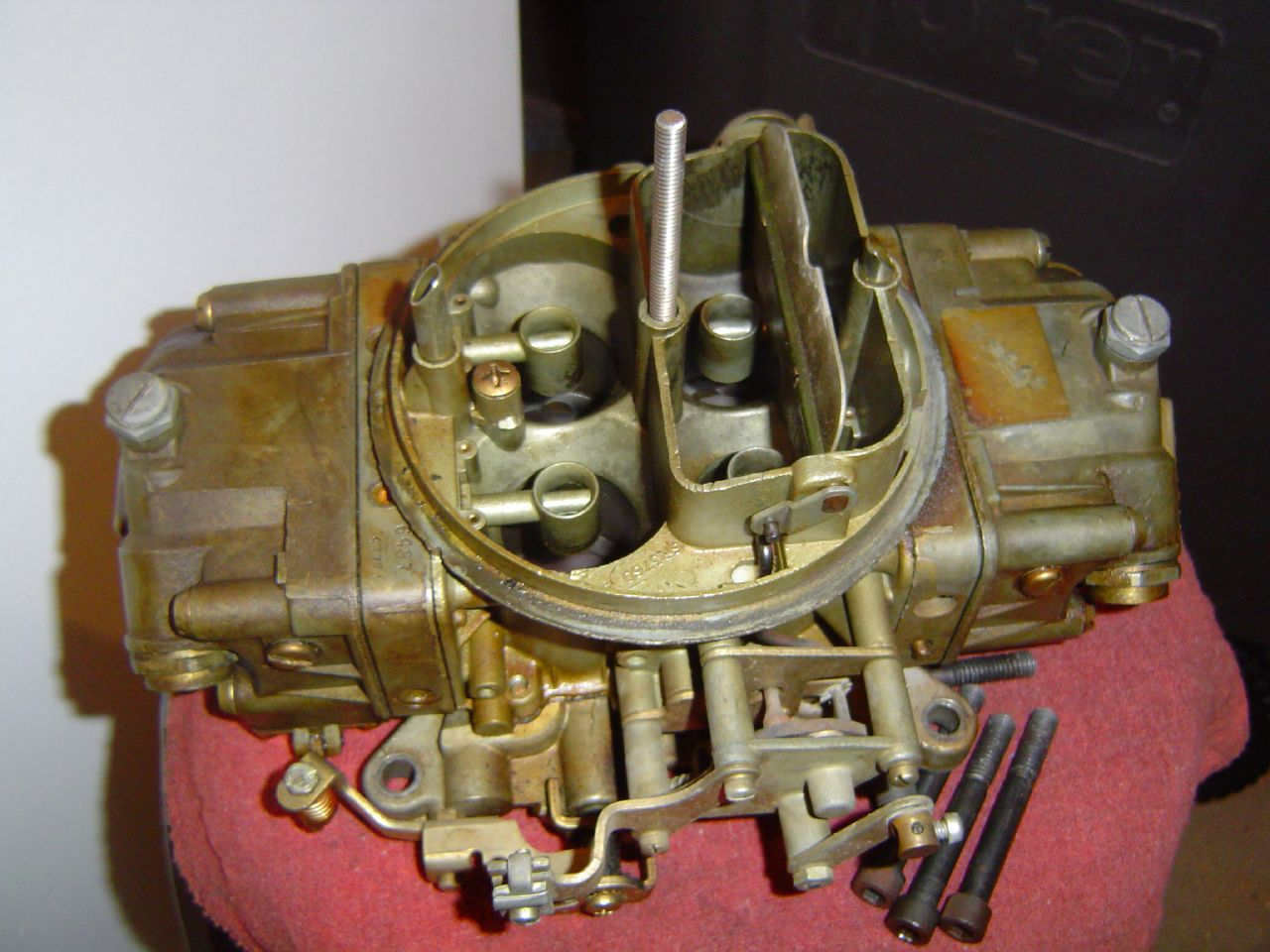
4バレルキャブレター

ダクタイル鋳鉄による薄肉鋳造法が採用されなかった最後の世代であるため、単体重量は補器の差異にもよるが、4年後に実用化される一回り大きいミディアムブロックと同等の650ポンド (295 kg) 程度であり、8年後に実用化される新型スモールブロックのチャレンジャーV8よりも125ポンド (57 kg) 重い。
| サイクル               | オットーサイクル                            |
| シリンダーブロック形式 | 90度V型8気筒5ベアリング                     |
| 吸排気バルブ機構       | OHV (プッシュロッド式)、ターンフロー2バルブ |
| ボアピッチ             | 4.38インチ (11.13 cm)                       |
| ブロックハイト         | 9.77インチ (24.82 cm)                       |
| クランクシャフト形式   | 一体式クロスプレーン                        |
| 潤滑方式               | ウェットサンプ                              |
| 冷却方式               | 加圧水強制循環式水冷                        |
| 燃料                   | ガソリン                                    |

## 各型

### V-161
総排気量は4.18 Lであり、同時開発のYブロックV8 (239) (後述) とピストン行程を共有し、シリンダー内径が大きい。キャブレターは乗用車向けが4バレル、貨物自動車向けが2バレルである。左気筒列の排気マニホールド本管は前方へ取り回され、右気筒列の排気マニホールド本管に接続して1本の排気管 (シングルエキゾースト) となる。
1953年12月 (1954型式年度) にマーキュリーの乗用車向け標準装備として実用化され、少し遅れてフォードの貨物自動車にも採用された。シリーズの始祖となる2型式の一つであるが、フォードの1954年型車種が例年よりも遅れて発表されたため、当型が最も早い登場となった。名称はマーキュリー流で英馬力数値に由来する。貨物自動車向けは138馬力パワーキングV8 (138-H.P. Power King V-8) と呼ばれる。
製造は1年間で終了し、乗用車向けはスーパートルクV8 (後述) に代替された。
| 総排気量                    | 255.2立方インチ (4,183 立方センチメートル (cm3)) |
| シリンダー内径×ピストン行程 | 3.62インチ (9.19 cm) ×3.10インチ (7.87 cm)       |

| 型式年度 | 圧縮比 | キャブレター       | 最高出力                                                    | 最大トルク                                                                    | 備考                  |
| -------- | ------ | ------------------ | ----------------------------------------------------------- | ----------------------------------------------------------------------------- | --------------------- |
| 1954     | 7.5: 1 | 4スロート2ステージ | 161英馬力 (120キロワット (kW)) @ 4,400回転毎分 (rpm) グロス | 238重量ポンドフィート (323ニュートンメートル (N·m)) @ 2,200- 2,800 rpm グロス |                       |
| 1954     | 7.2: 1 | 2スロート1ステージ | 138英馬力 (103 kW) @ 3,900 rpm グロス                       | 226重量ポンドフィート (306 N·m) @ 1,900- 2,400 rpm グロス                     | 138馬力パワーキングV8 |

### YブロックV8 (239)
総排気量はシリーズ最小の3.91 Lであり、同時開発のV-161とピストン行程を共有し、シリンダー内径が小さい。キャブレターは2バレルである。排気の取り回しはV-161と同様である。
1954年1月にフォードの乗用車向け選択装備として実用化された。シリーズの始祖となる2型式の一つである。発表当時にフォード・サンダーバードは存在しておらず、名称にサンダーバードV8を名乗ることはなかった。また、貨物自動車向けは130馬力パワーキングV8 (130-H.P. Power King V-8) と呼ばれるが、相違点の無い同一仕様である。
乗用車向けには1年間のみ用いられた後、272に代替された。貨物自動車向けには2年間用いられ、こちらも272に代替され製造を終了した。
| 総排気量                    | 238.6立方インチ (3,910 cm3)                |
| シリンダー内径×ピストン行程 | 3.50インチ (8.89 cm) ×3.10インチ (7.87 cm) |

| 型式年度 | 圧縮比 | キャブレター       | 最高出力                             | 最大トルク                                                | 備考           |
| -------- | ------ | ------------------ | ------------------------------------ | --------------------------------------------------------- | -------------- |
| 1954     | 7.2:1  | 2スロート1ステージ | 130英馬力 (97 kW) @ 4,200 rpm グロス | 214重量ポンドフィート (290 N･m) @ 1,800- 2,200 rpm グロス |                |
| 1955     | 7.5:1  | 2スロート1ステージ | 132英馬力 (98 kW) @ 4,200 rpm グロス | 215重量ポンドフィート (292 N･m) @ 1,800- 2,200 rpm グロス | パワーキングV8 |

### サンダーバード292V8

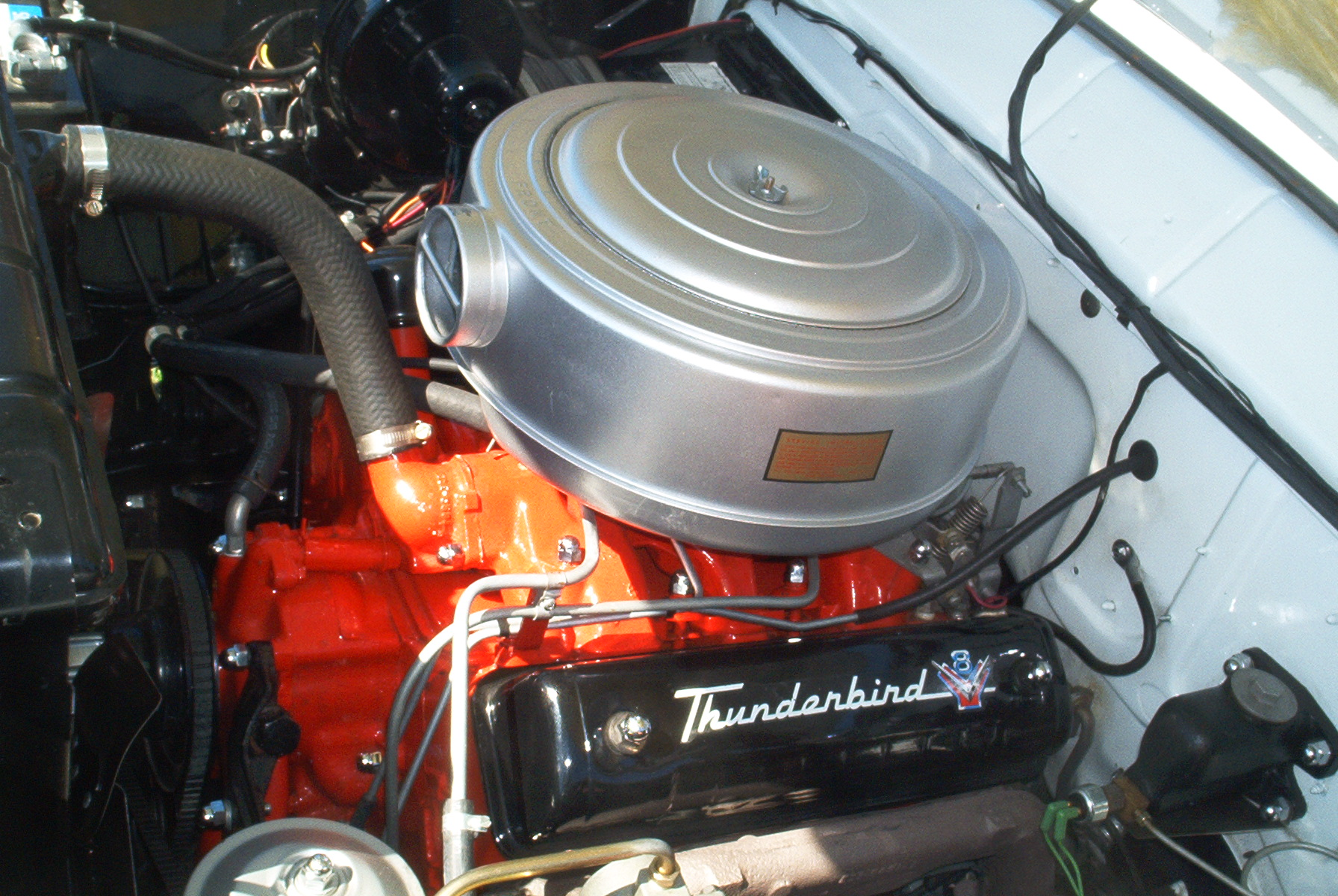
1955年型クラウンビクトリアのサンダーバード292V8

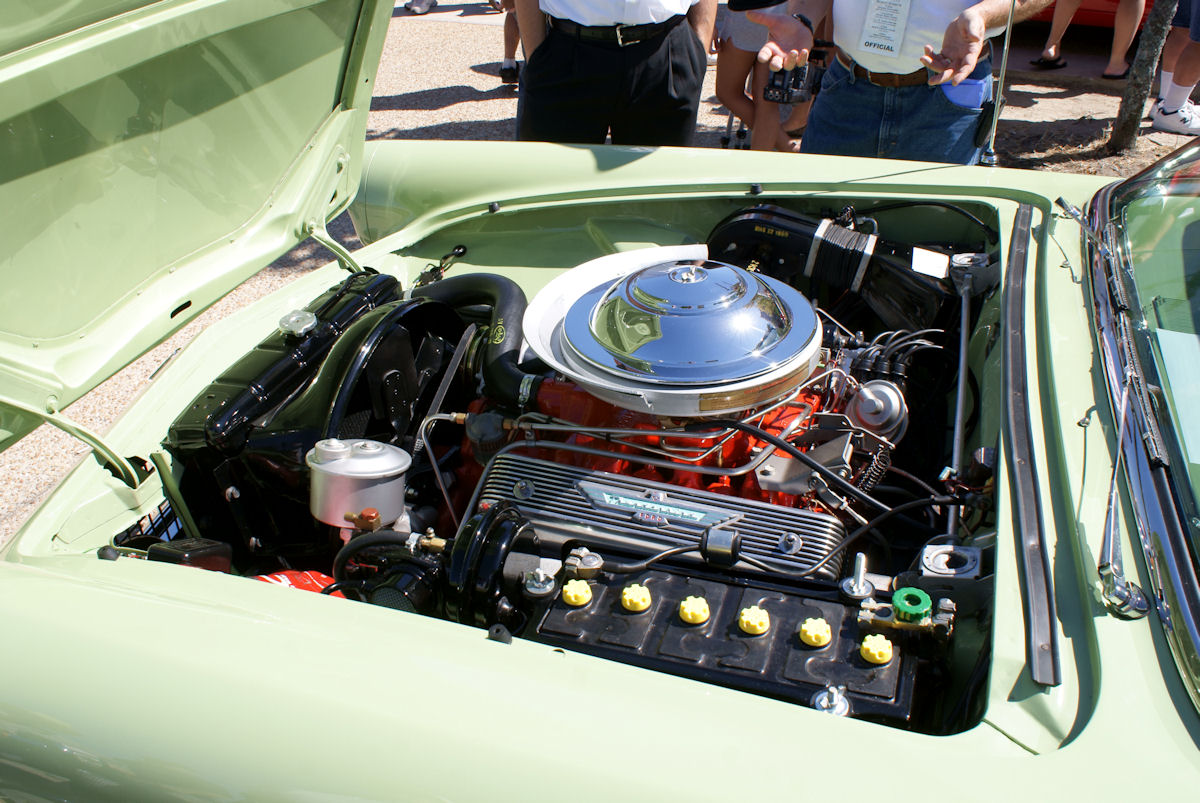
1956年型サンダーバードのサンダーバード292V8

総排気量は4.79 Lであり、シリンダー内径、ピストン行程共にV-161よりも大きい。キャブレターはオートチョークを備えた4バレルまたは2バレルである。乗用車向けの排気系は、左右気筒列が完全に独立しているデュアルエキゾーストであり、貨物自動車向けは、従来からの左排気をエンジン前方に回して右排気に合流させるシングルエキゾーストである。
1954年10月 (1955型式年度) に新車種のフォード・サンダーバードの標準装備として実用化され、翌月から全てのフォードへ選択設定された。ただし初年度はYブロックV8と呼ばれ、サンダーバードV8と呼ばれるのは1956型式年度からである。マーキュリーでもV-161に替わり、スーパートルクV8 (Super-Torque V-8) の名称で標準装備となった (当年度のみ)。また、年度後期には警察車両向けのインターセプターV8 (Interceptor V-8) が追加された (当年度のみ)。
1957年11月 (1958型式年度) から貨物自動車向けが272に代替して292V8として追加された。前任と同様に乗用車よりも負荷の大きな使用状況となるため、耐久性を考慮し低めの圧縮比で出力が抑えられたのに加え、292ヘヴィデューティV8 (292 Heavy-Duty V-8) にはケルメットベアリング、ナトリウム封入排気バルブステム、タングステンコバルト合金排気バルブシート、セルフシーリング吸気バルブが適用されており、一部機種のキャブレターは4バレルである。
エドセルでは1958年10月 (1959型式年度) からレンジャーV8 (Ranger V-8) の名称で導入された。
マーキュリーでは1960年9月 (1961型式年度) から再びスーパーエコノミーV8 (Super-Economy V-8) の名称で導入された (当年度のみ)。
新型スモールブロックのチャレンジャー260V8が1962年3月に実用化されたため、乗用車向けは同年8月の1963年型車発表前に製造を終了した。
貨物自動車向けはミディアムブロックの352V8に代替される形で1964年9月の1965年型車発表前に製造を終了した。
| 総排気量                    | 291.6立方インチ (4,778 cm3)                |
| シリンダー内径×ピストン行程 | 3.75インチ (9.53 cm) ×3.30インチ (8.28 cm) |

| 型式年度 | 圧縮比 | キャブレター       | 最高出力                                                                      | 最大トルク | 備考                                   |
| -------- | ------ | ------------------ | ----------------------------------------------------------------------------- | --- | -------------------------------------- |
| 1955     | 8.1: 1 | 4スロート2ステージ | 193英馬力 (144 kW) @ 4,400 rpm グロス                                         | 280重量ポンドフィート (380 N·m) @ 2,600 rpm グロス                                                                      | 手動変速機                             |
| 1955     | 8.5: 1 | 4スロート2ステージ | 198英馬力 (148 kW) @ 4,400 rpm グロス                                         | 286重量ポンドフィート (388 N·m) @ 2,600 rpm グロス                                                                      | 自動変速機                             |
| 1955     | 7.6: 1 | 4スロート2ステージ | 188英馬力 (140 kW) @ 4,400 rpm グロス                                         | | インターセプターV8                     |
| 1955     | 7.6: 1 | 4スロート2ステージ | 185英馬力 (138 kW) @ 4,400 rpm グロス                                         | 274重量ポンドフィート (371 N·m) @ 2,500 rpm グロス                                                                      | スーパートルクV8 (手動変速機)          |
| 1955     | 7.6: 1 | 4スロート2ステージ | 195英馬力 (145 kW) @ 4,400 rpm グロス                                         | 286重量ポンドフィート (388 N·m) @ 2,500 rpm グロス                                                                      | スーパートルクV8 (自動変速機)          |
| 1956     | 8.0: 1 | 4スロート2ステージ | 200英馬力 (149 kW) @ 4,400 rpm グロス                                         | 285重量ポンドフィート (386 N·m) @ 2,600 rpm グロス                                                                      | 手動変速機                             |
| 1956     | 8.4: 1 | 4スロート2ステージ | 202英馬力 (151 kW) @ 4,400 rpm グロス                                         | 289重量ポンドフィート (392 N·m) @ 2,600 rpm グロス                                                                      | 自動変速機                             |
| 1957     | 9.0: 1 | 4スロート2ステージ | 206英馬力 (154 kW) @ 4,500 rpm グロス                                         | 297重量ポンドフィート (403 N·m) @ 2,700 rpm グロス                                                                      |                                        |
| 1958     | 8.8: 1 | 2スロート1ステージ | 200英馬力 (149 kW) @ 4,400 rpm グロス                                         | 285重量ポンドフィート (386 N·m) @ 2,400 rpm グロス                                                                      |                                        |
| 1958     |        | 2スロート1ステージ | 186英馬力 (138.7 kW) @ 4,000 rpm グロス 158英馬力 (118 kW) @ 4,000 rpm ネット | 269重量ポンドフィート (365 N·m) @ 2,200 - 2,700rpm グロス 254重量ポンドフィート (344 N·m) @ 1,900 - 2,400 rpm           | 292V8 (貨物自動車向け)                 |
| 1958     |        | 4スロート2ステージ | 187英馬力 (139.4 kW) @ 3,800 rpm グロス                                       | 270重量ポンドフィート (366 N·m) @ 2,300 - 2,900rpm グロス                                                               | 292ヘヴィデューティV8 (貨物自動車向け) |
| 1959     | 8.8: 1 | 2スロート1ステージ | 200英馬力 (149 kW) @ 4,400 rpm グロス                                         | 285重量ポンドフィート (386 N·m) @ 2,400 rpm グロス                                                                      | サンダーバード292V8                    |
| 1959     | 8.8: 1 | 2スロート1ステージ | 200英馬力 (149 kW) @ 4,500 rpm グロス                                         | 285重量ポンドフィート (386 N·m) @ 2,400 rpm グロス                                                                      | レンジャーV8                           |
| 1959     |        | 2スロート1ステージ | 186英馬力 (138.7 kW) @ 4,000 rpm グロス 158英馬力 (118 kW) @ 4,000 rpm ネット | 269重量ポンドフィート (365 N·m) @ 2,200 - 2,700rpm グロス 254重量ポンドフィート (344 N·m) @ 1,900 - 2,400 rpm ネット    | 292V8 (貨物自動車向け)                 |
| 1959     |        | 4スロート2ステージ | 187英馬力 (139.4 kW) @ 3,800 rpm グロス                                       | 270重量ポンドフィート (366 N·m) @ 2,300 - 2,900rpm グロス                                                               | 292ヘヴィデューティV8 (貨物自動車向け) |
| 1960     | 8.8: 1 | 2スロート1ステージ | 185英馬力 (138 kW) @ 4,200 rpm グロス                                         | 292重量ポンドフィート (396 N·m) @ 2,200 rpm グロス                                                                      |                                        |
| 1960     | 7.9: 1 | 2スロート1ステージ | 172英馬力 (128.2 kW) @ 4,000 rpm グロス 146英馬力 (109 kW) @ 3,800 rpm ネット | 270重量ポンドフィート (366 N·m) @ 2,000 - 2,600rpm グロス 254重量ポンドフィート (344 N･m) @ 1,900 - 2,400 rpm ネット    | 292V8 (貨物自動車向け)                 |
| 1960     | 7.6: 1 | 4スロート2ステージ | 180英馬力 (134 kW) @ 4,000 rpm グロス 155英馬力 (116 kW) @ 3,800 rpm ネット   | 274重量ポンドフィート (371 N·m) @ 2,000 - 2,800rpm グロス<gr>260重量ポンドフィート (353 N･m) @ 1,900 - 2,400 rpm ネット | 292ヘヴィデューティV8 (貨物自動車向け) |
| 1961     | 8.8: 1 | 2スロート1ステージ | 175英馬力 (130 kW) @ 4,200 rpm グロス                                         | 279重量ポンドフィート (378 N·m) @ 2,200 rpm グロス                                                                      |                                        |
| 1961     | 8.0: 1 | 2スロート1ステージ | 160英馬力 (119 kW) @ 4,000 rpm グロス 135英馬力 (101 kW) @ 3,800 rpm ネット   | 270重量ポンドフィート (366 N·m) @ 1,800 - 2,000rpm グロス 245重量ポンドフィート (332 N･m) @ 1,800 - 2,000 rpm ネット    | 292V8 (貨物自動車向け)                 |
| 1961     | 7.6: 1 | 4スロート2ステージ | 173英馬力 (129 kW) @ 4,000 rpm グロス                                         | 274重量ポンドフィート (371 N·m) @ 2,000 - 2,600rpm グロス                                                               | 292ヘヴィデューティV8 (貨物自動車向け) |
| 1962     | 8.8: 1 | 2スロート1ステージ | 170英馬力 (127 kW) @ 4,200 rpm グロス                                         | 279重量ポンドフィート (378 N·m) @ 2,200 rpm グロス                                                                      |                                        |
| 1962     | 8.0: 1 | 2スロート1ステージ | 160英馬力 (119 kW) @ 4,000 rpm グロス 135英馬力 (101 kW) @ 3,800 rpm ネット   | 270重量ポンドフィート (366 N·m) @ 1,800 - 2,000rpm グロス 245重量ポンドフィート (332 N･m) @ 1,800 - 2,000 rpm ネット    | 292V8 (貨物自動車向け)                 |
| 1962     |        |                    |                                                                               | 292ヘヴィデューティV8 (貨物自動車向け)                                                                                  |                                        |
| 1963     | 8.0: 1 | 2スロート1ステージ | 160英馬力 (119 kW) @ 4,000 rpm グロス 135英馬力 (101 kW) @ 3,800 rpm ネット   | 270重量ポンドフィート (366 N·m) @ 1,800 - 2,000rpm グロス 245重量ポンドフィート (332 N･m) @ 1,800 - 2,000 rpm ネット    | 292V8 (貨物自動車向け)                 |
| 1963     | 8.0: 1 | 4スロート2ステージ | 171英馬力 (127.5 kW) @ 3,800 rpm グロス 153英馬力 (114 kW) @ 3,600 rpm ネット | 274重量ポンドフィート (371 N·m) @ 2,000 - 2,600rpm グロス 260重量ポンドフィート (353 N･m) @ 1,800 - 2,200 rpm ネット    | 292ヘヴィデューティV8 (貨物自動車向け) |
| 1964     | 8.0: 1 | 2スロート1ステージ | 160英馬力 (119 kW) @ 4,000 rpm グロス 135英馬力 (101 kW) @ 3,800 rpm ネット   | 270重量ポンドフィート (366 N·m) @ 1,800 - 2,000rpm グロス 245重量ポンドフィート (332 N･m) @ 1,800 - 2,000 rpm ネット    | 292V8 (貨物自動車向け)                 |
| 1964     |        |                    |                                                                               | 292ヘヴィデューティV8 (貨物自動車向け)                                                                                  |                                        |

#### サンダーバード292V8のモータースポーツ運用
45戦で番組された1955年シーズンのNASCARグランドナショナル選手権 (以下、グランドナショナル) には終盤の第35戦から投入されたが、2勝を上げるにとどまった。

### フォード272V8

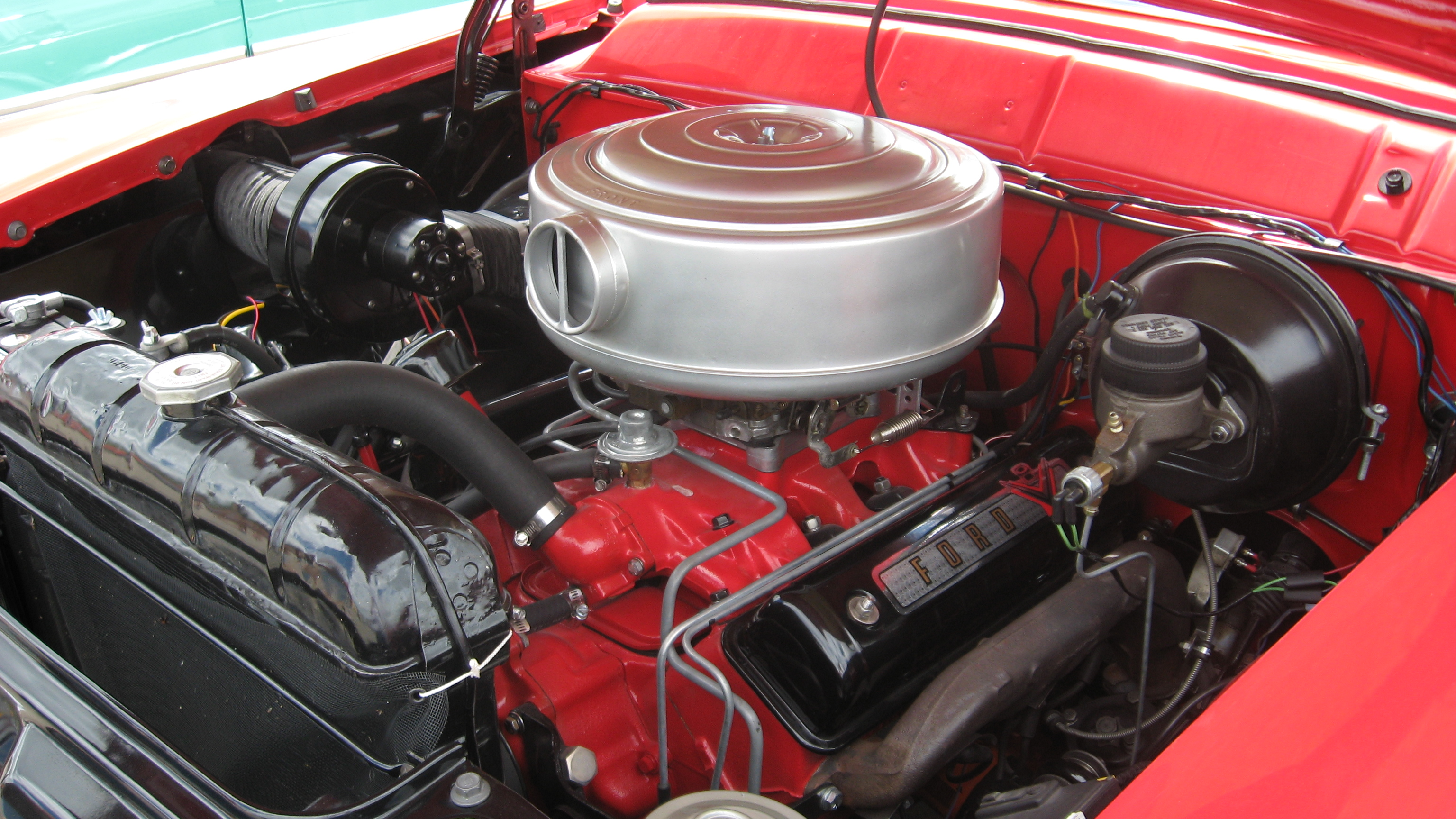
1956年型フェアレーン500のフォード272V8

総排気量は4.46 Lであり、V-161のシリンダー内径と292のピストン行程をそれぞれ共有している。2バレルキャブレターとシングルエキゾースト (V-161および239と同様式) が標準であるが、1955型式年度のみ圧縮比を上げ、4バレルキャブレターとデュアルエキゾーストを備えた「パワーパック」が用意された。
1954年11月 (1955型式年度) に、239に替わりフォード専用の選択装備として実用化された。本来マーキュリーのV-161を256としてこれに充てる予定であったが、シボレーが排気量265立方インチ (4.34 L) の新型エンジンを投入予定である事がわかり、それに対抗する目的で急きょ開発された。前月に登場したフォード・サンダーバードには採用されておらず、名称にサンダーバードV8が用いられることはなかった。当初の名称は239から引き継いだYブロックV8であったが、1956型式年度以降フォードV8またはフォード272V8と呼ばれるようになった。
1955年10月 (1956型式年度) から、貨物自動車向けのパワーキングY8が追加された。乗用車よりも負荷の大きな使用状況となるため、耐久性を考慮し低めの圧縮比で出力が抑えられたのに加え、新たに設定されたヘヴィデューティパワーキングY8 (Heavy-Duty Power King Y-8) にはケルメットベアリング、ナトリウム封入排気バルブステム、タングステンコバルト合金排気バルブシート、セルフシーリング吸気バルブが適用されており、一部機種のキャブレターは4バレルとなった。なお、名称の「パワーキング」は次年度から廃止された。
乗用車向けは1957年11月の1958年度車発表を前に製造を終了するが、貨物自動車向けには1958年初頭まで製造された後、292に代替された。
| 総排気量                    | 271.7立方インチ (4,453 cm3)                |
| シリンダー内径×ピストン行程 | 3.62インチ (9.19 cm) ×3.30インチ (8.38 cm) |

| 型式年度 | 圧縮比 | キャブレター       | 最高出力                                                                                         | 最大トルク | 備考                                          |
| -------- | ------ | ------------------ | ------------------------------------------------------------------------------------------------ | --- | --------------------------------------------- |
| 1955     | 7.6: 1 | 2スロート1ステージ | 162英馬力 (121 kW) @ 4,200 rpm グロス                                                            | 258重量ポンドフィート (350 N·m) @ 2,200 rpm グロス                                                                                         |                                               |
| 1955     | 8.5: 1 | 4スロート2ステージ | 182英馬力 (136 kW) @ 4,400 rpm グロス                                                            | 268重量ポンドフィート (363 N·m) @ 2,600 rpm グロス                                                                                         | パワーパック                                  |
| 1956     | 8.0: 1 | 2スロート1ステージ | 173英馬力 (129 kW) @ 4,400 rpm グロス                                                            | 260重量ポンドフィート (353 N·m) @ 2,400 rpm グロス                                                                                         | 手動変速機                                    |
| 1956     | 8.4: 1 | 2スロート1ステージ | 176英馬力 (131 kW) @ 4,400 rpm グロス                                                            | 264重量ポンドフィート (358 N·m) @ 2,400 rpm グロス                                                                                         | 自動変速機                                    |
| 1956     | 7.8: 1 | 2スロート1ステージ | 167英馬力 (124.5 kW) @ 4,400 rpm グロス                                                          | 260重量ポンドフィート (353 N･m) @2,100 - 2,600 rpm グロス                                                                                  | パワーキングY8                                |
| 1956     | 7.6: 1 | 2スロート1ステージ | 158英馬力 (118 kW) @ 3,800 rpm グロス                                                            | 247重量ポンドフィート (335 N·m) @ 2,000 - 2,800 rpm グロス                                                                                 | ヘヴィデューティパワーキングY8                |
| 1956     | 7.6: 1 | 4スロート2ステージ | 168英馬力 (125.3 kW) @ 4,400 rpm グロス                                                          | 259重量ポンドフィート (351 N·m) @ 2,100 - 2,900 rpm グロス                                                                                 | ヘヴィデューティパワーキングスペシャルY8      |
| 1957     | 8.6: 1 | 2スロート1ステージ | 190英馬力 (142 kW) @ 4,500 rpm グロス                                                            | 270重量ポンドフィート (366 N·m) @ 2,700 rpm グロス                                                                                         |                                               |
| 1957     | 8.3    | 2スロート1ステージ | 171英馬力 (128 kW) @ 4,400 rpm グロス 145英馬力 (108 kW) @ 4,100 rpm ネット                      | 260重量ポンドフィート (353 N･m) @ 2,100 - 2,600 rpm グロス 249重量ポンドフィート (338 N·m) @ 1,900 - 2,400 rpm ネット                      | 171馬力272V8 (貨物自動車向け)                 |
| 1957     | 8.3    | 4スロート2ステージ | 178英馬力 (133 kW) @ 3,800 rpm グロス                                                            | 260重量ポンドフィート (353 N･m) @ 2,100 - 2,900 rpm                                                                                        | 178馬力272ヘヴィデューティV8 (貨物自動車向け) |
| 1957     | 8.3    | 2スロート1ステージ | 181英馬力 (135 kW) @ 4,400 rpm グロス (1957 - 1958) 153英馬力 (114 kW) @ 4,100 rpm ネット (1958) | 262重量ポンドフィート (355 N･m) @ 2,200 - 2,700 rpm グロス (1957 - 1958) 249重量ポンドフィート (338 N･m) @ 2,100 - 2,400 rpm ネット (1958) | 181馬力272V8 (貨物自動車向け)                 |

### サンダーバード312V8

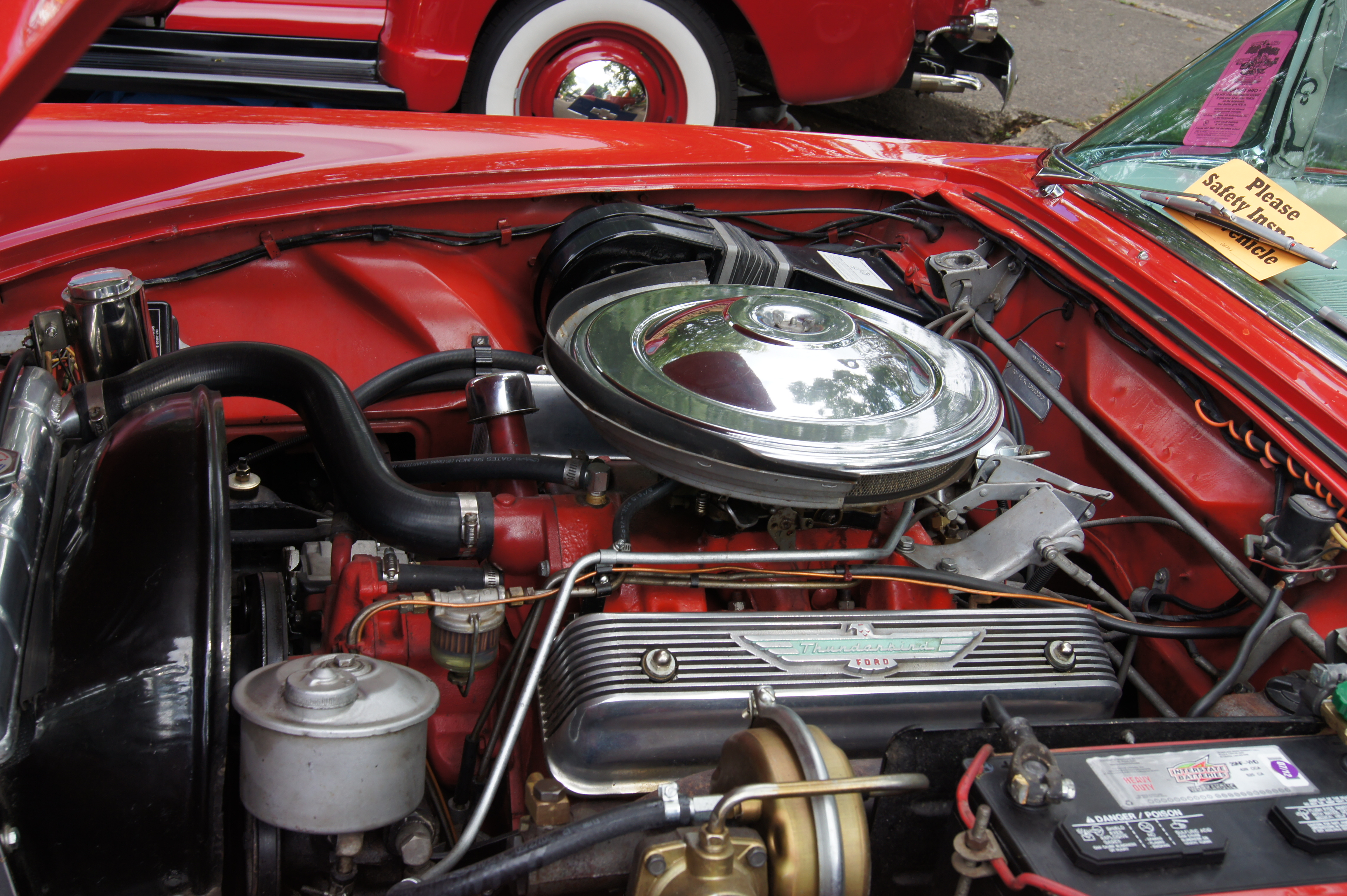
1957年型サンダーバードのサンダーバード312スペシャルV8

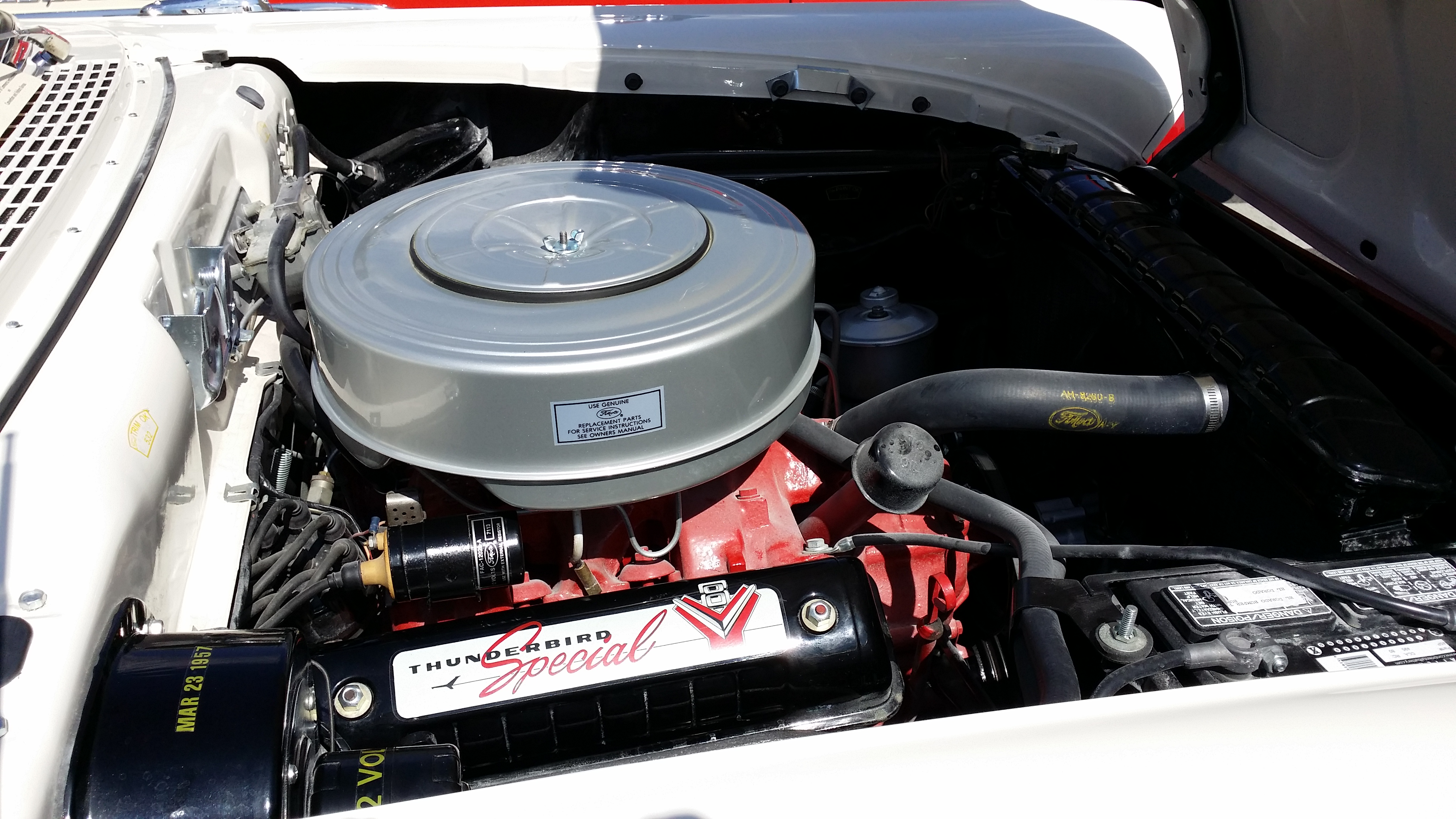
1957年型フェアレーンのサンダーバード312スペシャルV8

総排気量はシリーズ最大の5.12 Lであり、292よりもシリンダー内径が拡大され、ピストン行程が延伸されている。キャブレターはオートチョークを備えた4バレルである。排気系は左右気筒列が独立しているデュアルエキゾーストである。この型式の2年目から高オクタン価ガソリンが指定されるようになった。
1955年9月 (1956型式年度) にサンダーバード312スペシャルV8 (Thunderbird 312 Special V-8) として実用化された。フォード・サンダーバードは標準装備であり、その他のフォードではフェアレーンとステーションワゴンが選択装備であった。マーキュリーではセーフティサージV8 (Safety-Surge V-8) として標準装備された。また、警察車両のインターセプターV8を292から引き継いだ。年度後期にグランドナショナル用のデュアルクワッドがディーラーオプションで設定された。
1956年10月 (1957型式年度) からデュアルクワッドは工場出荷のサンダーバード312スーパーV8 (Thunderbird 312 Super V-8) となり、フォード全車に選択設定された。出力は270英馬力と285英馬力の2仕様が用意された。またグランドナショナル用には翌年1月からスーパーに加えてサンダーバード312スーパーチャージドV8 (Thunderbird 312 Supercharged V-8) がフェアレーン500スカイライナーとサンダーバードを除くフォード全車に選択設定された。これはグランドナショナルにおいてデュアルクワッドではシボレーの燃料噴射エンジンに対抗できなかったため、契約レーシングドライバーが提案したパクストン・VR57 (Paxton VR-57) 過給器を追加装備したものである。VR57はパクストンプロダクツ (Paxton Products) (現パクストンオートモティヴ (Paxton Automotive)) が開発したVベルトで駆動される遠心過給器であり、エンジン回転数に対応して増速比が可変する遊星駆動機構を備えていた。出力は300英馬力と340英馬力の2仕様であり、これの実用化によってスーパーの285英馬力仕様は廃止された。
1957年11月 (1958型式年度) に排気量は大きいが重量で同程度の新型ミディアムブロックが実用化されたため、これに代替して1958年型車発表前に生産を終了した。
| 総排気量                    | 312.1立方インチ (5,115 cm3)                |
| シリンダー内径×ピストン行程 | 3.80インチ (9.65 cm) ×3.44インチ (8.74 cm) |

| 型式年度 | 圧縮比                           | キャブレター                              | 最高出力                              | 最大トルク                                         | 備考                                                                       |
| -------- | -------------------------------- | ----------------------------------------- | ------------------------------------- | -------------------------------------------------- | -------------------------------------------------------------------------- |
| 1956     | 8.0: 1                           | 4スロート2ステージ                        | 210英馬力 (157 kW) @ 4,600 rpm グロス | 312重量ポンドフィート (423 N·m) @ 2,600 rpm グロス | セーフティサージV8 (手動変速機) インターセプターV8 (手動変速機)            |
| 1956     | 8.4: 1                           | 4スロート2ステージ                        | 215英馬力 (160 kW) @ 4,600 rpm グロス | 317重量ポンドフィート (430 N·m) @ 2,600 rpm グロス | サンダーバード312スペシャルV8 (手動変速機) インターセプターV8 (自動変速機) |
| 1956     | 9.0: 1                           | 4スロート2ステージ                        | 225英馬力 (168 kW) @ 4,600 rpm グロス | 324重量ポンドフィート (439 N·m) @ 2,600 rpm グロス | サンダーバード312スペシャルV8 (自動変速機) セーフティサージV8 (自動変速機) |
| 1957     | 9.7: 1 (プレミアムガソリン指定)  | 4スロート2ステージ                        | 245英馬力 (183 kW) @ 4,500 rpm グロス | 332重量ポンドフィート (450 N·m) @ 3,200 rpm グロス | サンダーバード312スペシャルV8 インターセプターV8                           |
| 1957     | 9.75: 1 (プレミアムガソリン指定) | 4スロート2ステージ                        | 255英馬力 (190 kW) @ 4,600 rpm グロス | 340重量ポンドフィート (461 N·m) @ 2,500 rpm グロス | セーフティサージV8                                                         |
| 1957     | 9.7: 1 (プレミアムガソリン指定)  | 4スロート2ステージ×2                      | 270英馬力 (201 kW) @ 4,800 rpm グロス | 336重量ポンドフィート (456 N·m) @ 3,400 rpm グロス | サンダーバード312スーパーV8                                                |
| 1957     | 9.7: 1 (プレミアムガソリン指定)  | 4スロート2ステージ×2                      | 285英馬力 (213 kW) @ 5,300 rpm グロス |                                                    | サンダーバード312スーパーV8                                                |
| 1957     | 8.5: 1 (プレミアムガソリン指定)  | 4スロート2ステージ ベルト駆動式遠心過給機 | 300英馬力 (224 kW) @ 4,800 rpm グロス |                                                    | サンダーバード312スーパーチャージドV8                                      |
| 1957     | 8.5: 1 (プレミアムガソリン指定)  | 4スロート2ステージ ベルト駆動式遠心過給機 | 340英馬力 (254 kW) @ 5,300 rpm グロス |                                                    | サンダーバード312スーパーチャージドV8                                      |

| 型式年度 | 名称             | キャブレター         | 最高出力                  | 備考                                         |
| -------- | ---------------- | -------------------- | ------------------------- | -------------------------------------------- |
| 1956     | デュアルクワッド | 4スロート2ステージ×2 | 260英馬力 (194 kW) グロス | スペシャルのキャブレターとマニホールドを換装 |

#### サンダーバード312V8のモータースポーツ運用
1956年シーズンのグランドナショナルにおいて、フォードが56戦中14勝して製造者タイトルを獲得した。翌1957年にはグランドナショナルのシリーズ主催者である全米ストックカーオートレーシング協会 (National Association for Stock Car Auto Racing, NASCAR) が、シーズン途中の4月に過給機を禁止した。しかし同時に燃料噴射と複数キャブレターも禁止されたことでフォードが53戦中27勝を上げ、2年連続で製造者タイトルを獲得した。

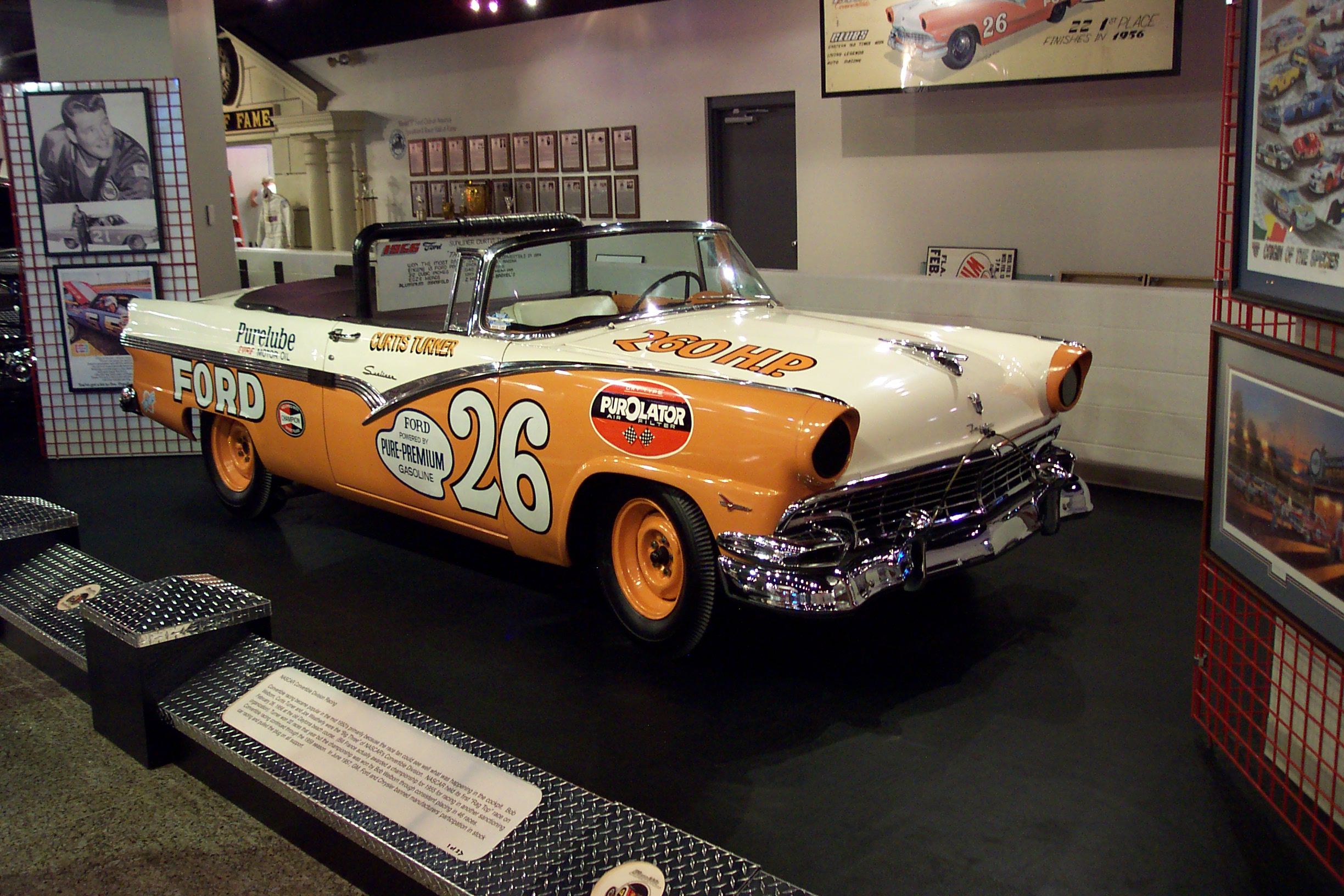
1956年のフォードストックカー (レプリカ)
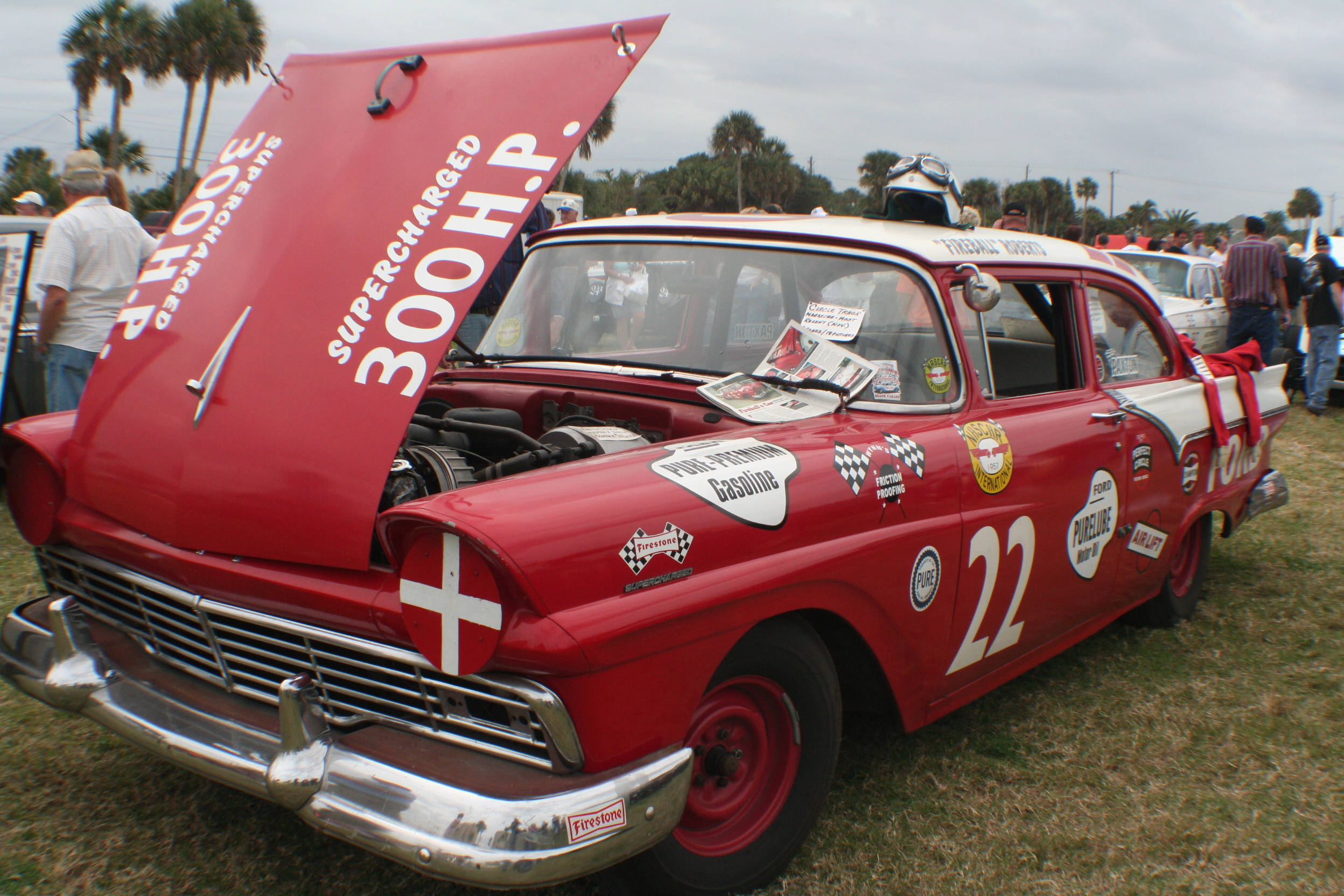
1957年の過給器付フォードストックカー